# Хигерович, Рафаил Исаевич
Рафаил Исаевич Хигерович (19 июля 1911, Минск — 23 апреля 1994, Москва) — русский писатель, драматург.
Выпускник МИФЛИ им. Н. Г. Чернышевского (1939), кандидат искусствоведения. Участник Великой Отечественной войны. Член Союза писателей СССР (1966), Союза кинематографистов СССР (1975).

## Биография
Рафаил Исаевич Хигерович родился 19 июля 1911 года в Минске в еврейской семье. Его отец был юристом, мать — стоматологом. Брат Моисея Хигеровича, химика, лауреата Сталинской премии.
В 1926 году Рафаил Хигерович окончил семилетнюю школу, в 1929 году — Минскую профтехшколу, где получил специальность столяра-краснодеревщика. Проработав в Минске меньше года, переехал в Москву, где в 1930 году поступил на завод «Мосэлектрик» столяром, затем перешёл по той же специальности на кинофабрику «Межрабпомфильм». Вечерами учился на Теа-кинокурсах при Доме печати, по окончании которых в 1931 году был выдвинут на творческую работу помощником, а затем ассистентом кинорежиссёра.
В 1932 году был призван в армию. В 1933 году окончил Военно-теоретическую школу лётчиков в Ленинграде, затем служил в Ейской школе морских лётчиков. В качестве морского летчика проходил практику на крейсере «Аврора». В 1933 году в числе других «морлётов» совершил на «Авроре» учебный поход к берегам Финляндии. Со многими из выпускников школы Рафаил Хигерович поддерживал дружеские отношения на протяжении всей жизни. 4 января 1968 года на крейсере «Аврора» состоялась встреча «морлётов» — выпускников 1932—1933 годов. В связи с этим событием Рафаил Хигерович написал очерк «На „Авроре“ в двенадцать ноль-ноль».
Осенью 1934 года Рафаил Хигерович вернулся в Москву и поступил на театроведческое отделение ГИТИСа. По окончании первого курса в связи с ликвидацией этого отделения он перевелся на филологический факультет Московского института истории, философии и литературы имени Н. Г. Чернышевского. В 1936—1939 годы работал на киностудии «Союздетфильм» редактором, затем начальником сценарного отдела; одновременно продолжал учиться на заочном отделении. Окончил институт вместе со своим курсом в 1939 году. В этом же году поступил в аспирантуру Института мировой литературы имени Горького АН СССР. В 1940 году досрочно сдал кандидатский минимум и защитил диссертацию на тему «Специфика детского художественного фильма» во Всесоюзном государственном институте кинематографии.
В 1940—1941 годах работал в Комитете по делам искусств в должности начальника отдела театра и драматургии Главного Управления по контролю за зрелищами и репертуаром. Одновременно читал курс лекций на четвёртом курсе режиссёрского факультета ГИТИСа по истории русского театра второй половины Х1Х — начала XX века.
23 июля 1941 года Рафаил Хигерович женился на Ирине Александровне Жигалко, а в августе он был призван в армию.
Рафаил Хигерович участвовал в битве под Москвой, в Сталинградской битве, в боях за освобождение Кавказа, Польши, Чехословакии и Германии. С июня 1942 года — помощник командира стройколонны 62-го строительного отряда 38-й армии Сталинградского, Южного, 4-го Украинского фронтов. В 1945 году был ранен. Войну окончил под Прагой. Уволен из армии в 1946 году в звании капитана. Удостоен боевых наград.
В июне 1946 года подал заявление о зачислении в докторантуру Института истории искусств АН СССР, представил план диссертации по теме «История чешского театра» и был приглашён на экзамены. Но жизнь распорядилась иначе: он с женой уехал работать в Казахстан. С 1 августа 1946 года работал начальником сценарного отдела, с июля 1947 по апрель 1948 — старшим редактором Алма-Атинской киностудии художественных фильмов. Одновременно преподавал в Казахском государственном университете, Актёрской киношколе и других учебных заведениях Алма-Аты.
В 1948 году Рафаил Хигерович вернулся в Москву. Занимался литературным творчеством.
Умер 23 апреля 1994 года в Москве. Похоронен на Юдинском кладбище Одинцовского района Московской области.

## Творчество
Свою первую пьесу «Обыкновенное чудо», посвящённую военным лётчикам, Рафаил Хигерович написал ещё в 1938 году в студенческие годы. Знание автором жизни лётчиков, искренность изображения подкупали. Хорошую оценку пьесе дал в своей рецензии Герой Советского Союза лётчик М. В. Водопьянов. Пьеса была издана в издательстве «Искусство» и шла во многих театрах страны.
В соавторстве с Н. Я. Зелеранским им были написаны две пьесы:
- «Крушение Буракова» (1948)[2], которая была поставлена Центральным театром Транспорта в Москве (премьера 27.06.1949);
- «Две судьбы» (1950)[3] — была поставлена в Московском драматическом театре имени Станиславского и в Государственном академическом театре имени Е.Вахтангова. Прототипом героя пьесы казахского учёного-геолога С. М. Омарова был президент АН КазССР лауреат Сталинской премии К. И. Сатпаев.

В литературе Р. И. Хигерович известен больше как автор произведений биографического жанра, которые в критике называют романизированными биографиями. Его основные произведения этого жанра:
- «Путь писателя» (об Александре Серафимовиче Серафимовиче; издана также на китайском языке — Пекин, 1959);
- «Помилован каторгой» (о капитане Александрове; издана также на польском языке — Варшава, 1969); предисловие к повести написал заведующий сектором Института славяноведения и балканистики АН СССР доктор исторических наук В. А. Дьяков (М.: Детская литература, 1986);
- «Виа Антонио Грамши», «Бойцов не оплакивают» (об Антонио Грамши);
- «Младший брат» (о Дмитрии Ильиче Ульянове).

Им написан ряд сценариев документальных фильмов (о А. С. Серафимовиче, о Грамши и др.) и художественных фильмов: «Ласточке лететь», «Андрей Шувалов». Киносценарий «Ласточке лететь» отмечен второй премией на Всесоюзном конкурсе на лучший сценарий о рабочем классе и опубликован в Киноальманахе за 1973 год (издание Госкино).
Он автор большого числа диафильмов — о Чарли Чаплине, Поле Робсоне, Григории Котовском, Назыме Хикмете, Пабло Неруде и др. Часть его диафильмов имеется в архиве оцифрованных материалов Национальной электронной детской библиотеки.
В своем творчестве Рафаил Исаевич неоднократно обращался к образу одного из основателей Итальянской коммунистической партии — Антонио Грамши. Основные произведения этого цикла — «Виа Антонио Грамши» (1973) и «Бойцов не оплакивают» (1979). Отрывки из повести «Бойцов не оплакивают» публиковались в итальянских журналах и газетах. Очерк о Грамши, опубликованный в сборнике «Ленинская гвардия планеты» (Политиздат, 1967), в числе других очерков сборников переведен на многие иностранные языки. В 1991 году к столетию со дня рождения Антонио Грамши, широко отмечавшемуся в Италии, вышли журнальные публикации его книги о Грамши.
В числе научных трудов в области литературоведения, театроведения, по истории революционного движения 1860-х годов:
- подготовка текстов и примечаний 3-го, 4-го и 7-го томов Собрания сочинений А. Серафимовича. — М.: Гослитиздат, 1959—1960;
- Прошлое и настоящее чешского театра // Театр. — 1947. — № 2;
- Загадка листовки «Подвиг Варшавской телеграфной станции капитана Александрова» // Тр./ Ин-т истории АН СССР, секция «Революционная ситуация в России в 1859—1861 гг.» — М.: Наука, 1965. Эта работа — результат многолетней работы и архивных поисков автора. Она легла в основу его исторической повести «Помилован каторгой», высоко оцененной академиком М. В. Нечкиной. В своей рецензии на повесть М. В. Нечкина отметила, что «ещё никто в художественной литературе не касался этого замечательного исторического сюжета».

### Основные произведения
- Путь писателя. Жизнь и творчество А. Серафимовича: Повесть. — М.: Детгиз, 1956; 2-е изд. — 1961; 3-е изд. — 1963.
- Помилован каторгой: Повесть. — М.: Детгиз, 1965; 2-е изд. — 1970; 3-е изд. — 1986.
- Железный поток А. С. Серафимовича. — М., 1968.
- Младший брат: Повесть о Дмитрии Ульянове. — М.: Политиздат, 1969; 2-е изд. — 1979. (Серия «Семья Ульяновых»)
- Виа Антонио Грамши: Повесть. — М.: Детгиз, 1973.
- Бойцов не оплакивают: Повесть об Антонио Грамши. — М.: Политиздат, 1979 («Пламенные революционеры»); 2-е изд. — М.: Детская литература, 1982; 3-е изд. — М.: Политиздат, 1987.

- Обыкновенное чудо: Пьеса. — М., 1938.[1]
- Две судьбы: Пьеса. — М.: Искусство, 1950. — (в соавторстве с Н. Зелеранским)[3]
- Альдо Тоскани: Пьеса. — М. 1951.
- Крушение Буракова: Пьеса. — М. 1950.[2]
- 4:0 в пользу АФК: Пьеса. — М.

- Ласточке лететь: Киносценарий // Всесоюзный конкурс на лучший сценарий о рабочем классе. — 1973.
- Александр Серафимович: Сценарий научно-популярного фильма в 2-х частях. — 1961.
- Андрей Шувалов: Киносценарий. — 1956.
- Из истории «Железного потока»: Сценарий научно-популярного фильма. — 1963. — (В соавторстве с В. М. Поповым).
- Антонио Грамши: Сценарий и дикторский текст документального фильма. — 1971.
- Чарли Чаплин: Диафильм. — 1956.
- Поль Робсон — борец за мир и демократию: Диафильм. — 1958.
- Алексей Максимович Горький: Диафильм. — 1950.
- Фома Гордеев: Диафильм. — 1950.
- Выстрел «Авроры»: Диафильм. — 1963.
- Григорий Котовский: Диафильм. — 1960.

- В Казахском драматическом театре (и др.): Статьи о литературе и театрах Казахстана. — 1947.
- Путь к вершинам: Очерк о казахском геологе К. И. Сатпаеве. — 1947. — (в соавторстве с Н. Зелеранским)
- Куляш Байсеитова: Очерк. — 1948.
- Театр Чехословакии. Этапы борьбы за национальное искусство и историческая взаимосвязь с русской культурой: Очерк. — 1948.
- Прошлое и настоящее чешского театра // Театр. — 1947. — № 2.
- Жизнь для других: О В. И. Засулич // Женщины русской революции. — М.: Политиздат, 1968.
- Загадка листовки «Подвиг Варшавской телеграфной станции капитана Александрова» // Тр./ Ин-т истории АН СССР, секция «Революционная ситуация в России в 1859—1861 гг.» — М.: Наука, 1965.
- На «Авроре» в двенадцать ноль-ноль: Очерк. — 1968.
- Детская кинематография: Статья. — РГАЛИ. Ф.966, оп.2, ед. хр. 643. — Машинопись, 114 л.

## Награды
- два ордена Отечественной войны II степени (2.7.1945)[4], (6.4.1985)[5]
- орден Красной Звезды (3.3.1945)[4][6]
- медали, в том числе:
  - «За оборону Сталинграда» (22.12.1942)[4][7]
  - «За оборону Кавказа» (1.5.1944)[4][8]
  - «За победу над Германией»[4][9].

## Память
Документы Рафаила Хигеровича в 2001 году переданы в объединение «Мосархив», где сформирован личный фонд Р. И. Хигеровича: фонд № 241, опись 1. Всего в опись № 1 включено 124 (сто двадцать четыре) дела за 1929—1991 годы.